# 尊統法親王
尊統法親王（そんとうほうしんのう、元禄9年5月9日（1696年6月8日） - 正徳元年5月18日（1711年7月3日））は、江戸時代の法親王。知恩院 宮門跡第3代。岡宮と称す。有栖川宮幸仁親王の皇子。養父は霊元天皇、准母は新大納言局（藤谷為条の娘）。

## 略歴
元禄11年（1698年）8月3歳で知恩院に入室。宝永3年（1706年）10月3日徳川綱吉の猶子となる。宝永4年（1707年）3月29日親王宣下。御名良邦を賜る。同年6月13日知恩院第43世応譽円理のもとで入室得度。宝永6年（1709年）二品に叙せられ、宝永8年（1711年）1月22日には法然上人500回大遠忌勅会の導師を務める。
文化8年（1811年）5月16日100回忌にあたり一品を贈られた。寿経光院宮源蓮社高譽等阿愍生尊統大和尚と号す。